# De Galapagosgassen
De Galapagosgassen, later opnieuw uitgebracht onder de gecorrigeerde titel De Galapagosgasten, is een stripverhaal uit de reeks van Suske en Wiske. Het werd geschreven en getekend door Marc Verhaegen. 
Dit verhaal is niet uitgekomen in de Vierkleurenreeks. Het werd speciaal gemaakt voor de editie van het Familiestripboek uit juni 1993.

## Locaties
- haven van Antwerpen met derde havendok, Albertdok en Belgian New Fruit Wharf N.V. (fruitwerf), kaai 188, het Colombiaanse schip Boniga de Vaca, Galápagoseilanden met Isabella en vulkaan Chico

## Personages
- Suske, Wiske, Lambik, tante Sidonia, professor Barabas, RQ7, André, Swa Bröhl, XT-9, Pablo Rodriguez (Colombiaanse verstekeling), RQ1 tot en met RQ6, professor Igor Knoeymaropski, Katrina

## Uitvindingen
- de Barutras (Barabas Ruimte Transport Systeem)

## Het verhaal
In de haven van Antwerpen ontsnapt RQ7 van een boot en wordt achtervolgd door XT-9. Een Colombiaanse verstekeling kan de grote robot in het water gooien en het robotje kan zich verbergen op de aanhangwagen van Swa Bröhl. Lambik gaat met Suske en Wiske naar de vrijdagse markt en ze zien het robotje bij de kraam van Swa Bröhl, waarna Lambik het robotje koopt van de marktkoopman. Pablo vraagt in een café naar de robot en daardoor komt een Russische spion op het spoor van XT-9. Lambik wordt boos door het gedrag van RQ7 bij tante Sidonia thuis en vertrekt. Dan komt XT-9 ook bij het huis van tante Sidonia en probeert de kleine robot te vernietigen. Suske en Wiske kunnen dit voorkomen en vernietigen RQ7. De kleine robot vertelt dat hij van Isabela, een van de Galapagoseilanden, komt en zijn schepper, professor Igor Knoeymaropski, daar zijn basis heeft.
Professor Barabas komt langs en RQ7 vertelt dat zijn schepper zich op de Galapagoseilanden vestigde toen de Sovjet-Unie uiteen viel. Hij kreeg financiële steun van zijn Amerikaanse broer. Na de dienstbare RQ-robots ontwierp professor Igor de XT’s, maar deze heeft hij nu niet meer in de hand en ze hebben de professor gevangengenomen. De XT-robots jagen op de RQ’s en RQ7 kon ontsnappen en kwam met een boot in Antwerpen. Professor Barabas maakt zijn Barutras klaar, dit toestel is uitgerust met een grote cryogene motor die koude vloeibare waterstof en vloeibare zuurstof verbrandt en twee vaste-brandstofraketten. Na twee en een halve minuut kan het toestel de snelheid van 8500 kilometer per uur halen, maar de vrienden passen zich aan aan de normen van het internationale luchtvaartverkeer. Dan blijken Pablo Rodriguez en de Russische spion aan boord te zijn, maar deze worden verslagen en met een parachute van boord gezet bij de westkust van Colombia.
Dan komen de vrienden aan op de Galapagoseilanden, 600 kilometer ten westen van Ecuador. Het bestaat uit lavagesteente en de actieve vulkanen veranderen het landschap voortdurend bij de eilanden Santa Cruz, Santiago, San Cristóbal, Fernandina en Isabella. Het gebied werd bewoond door kapers, kluizenaars en piraten en in 1835 onderzocht door Charles Darwin en werd toen de aanleiding voor de evolutietheorie. De basis van professor Igor ligt op de oostelijke flank van de vulkaan Chico, zodat de plaatselijke bevolking (bestaande uit zo’n 9000 mensen) het niet kent. De vrienden gaan op landiguana's naar de basis en worden voorgesteld aan RQ1 tot en met RQ6. Na het eten worden de vrienden naar relaxkamers gebracht. Professor Barabas herstelt de XT-9 en hoort van deze robot dat de echte slechteriken juist de RQ-robots zijn. De professor wilde deze robots op mensen laten lijken, maar het werden monsters die belust op macht en terreur zijn.
De professor heeft last van lumbago en Jerom is op reis. Daarom krijgt XT-9 de stuntmotor van Jerom mee, en gaat alleen richting de Galapagoseilanden. Lambik wordt aangevallen door de robotjes en omgevormd tot kwaadaardige robot, Suske en Wiske kunnen ontsnappen uit de basis. XT-9 valt de basis aan en als Lambik-robot hem wil neerschieten, wordt hij door zijn eigen laserstraal geraakt. Als XT-9 professor Igor heeft bevrijd, wil RQ6 hen neerschieten, maar de Russische spion is ook op de basis aangekomen en schiet het robotje neer. De spion blijkt Katrina, de vriendin van Igor, te zijn. Ze is met de fondsen uit de Sovjet-Unie gevlucht en had een springstof ontworpen die verborgen moest worden. XT-9 vindt de echte Lambik, het hoofd van de robot blijkt van plastic te zijn. Katrina heeft haar springstof in RQ7 verstopt en deze bedreigt Suske en Wiske op de krater van de vulkaan. Maar voordat RQ7 kan springen, wordt hij door een pijl van Pablo Rodriguez geraakt. Hij blijkt al zijn spulletjes in de robot verstopt te hebben en dit voor de springstof te hebben geruild. XT-9 blijkt het koperen koffertje in bezit te hebben en door het geld van de fondsen kunnen Katrina en Igor terug naar Rusland. RQ7 zal tot keukenrobot worden omgeprogrammeerd en de vrienden gaan terug naar huis met de Barutras.

## Achtergronden
- De stuntmotor die een vast attribuut van Jerom is in de spin-offreeks Jerom wordt hier door XT-9 gebruikt om naar de Galapagoseilanden te reizen. Jerom speelt zelf niet mee in dit verhaal.
- De Barutras II, de opvolger van de Barutras, speelt een rol in De stervende ster (1993). Dit laatste verhaal werd ongeveer gelijktijdig gemaakt met De Galapagosgasten.
- De titel De Galapagosgassen (aan elkaar geschreven!) bevat een spelfout. Gassen spelen geen rol in het verhaal. Wel worden Lambik, Suske en Wiske in strook 57 door een van de robotjes aangesproken als Galapagosgasten, omdat zij te gast zijn op het eiland. Deze spelfout is bij de heruitgave van dit verhaal in 2021 gecorrigeerd. De titel is aangepast naar De Galapagosgasten.

## Uitgaven

### Achtergronden bij de uitgaven
In maart 2008 bracht Bruna samen met De Galapagosgassen ook Pezige Peekah uit.